# Margarita Mendizábal Aracama
Margarita Mendizábal Aracama (Vitoria, 19 de julio de 1931-Madrid, 15 de junio de 2023) fue una de las diez primeras arquitectas tituladas en España entre 1936 y 1964. Con su titulación en 1956 por la Escuela de Arquitectura de Madrid se convirtió en la quinta mujer (primera de origen vasco) titulada "Arquitecto" en España. Fue profesora en la Escuela Técnica Superior de Arquitectura de MadridPublicó Manual de accesibilidad (1998) (sobre el análisis y concienciación de una construcción más accesible e igualitaria), y El tratado de una ventana (1988) (donde expone y detalla la función importante de este elemento en la iluminación de un edificio).

## Biografía
Mendizábal estudió en la Escuela de Arquitectura de Madrid donde se tituló "Arquitecto" en septiembre de 1956, con un expediente medio de notable tras cinco años de carrera. En la Escuela de Arquitectura, donde coincidió con Elena Arregui y Milagros Rey-Hombre, Margarita fue una estudiante destacada  siendo un trabajo suyo de proyectos de tercer curso publicado en 1955 en la Revista Nacional de Arquitectura.
Fue una de las cinco primeras mujeres tituladas en arquitectura en España. La precedieron Matilde Ucelay (la primera arquitecta titulada en 1936); Cristina Gonzalo (1940), Juana Ontañón (1949) y Rita Fernández Queimadelos (1941). Posteriormente, ya en los años cincuenta y sesenta, cuando todavía eran escasas las mujeres que se matriculaban en arquitectura, se licenciaron María Eugenia Pérez Clemente (1956), Elena Arregui (1958), Milagros Rey (1960), Margarita Brender Rubira (1962) y Mª Mercedes Serra Barenys (1964).

### Trayectoria profesional
Entre sus primeros trabajos se encuentran dos proyectos de decoración: una tienda en la calle  Don Ramón de la Cruz, 71, de Madrid (1957) y una joyería en calle Zaragoza, 4, también en Madrid (1957). De sus primeros trabajos en Madrid son también diez viviendas unifamiliares
En 1962 colaboró en un proyecto con Fernando Higueras, Antonio Miró, José Luis García Fernández y José Antonio Fernández Ordóñez (ingeniero) para el concurso de ideas convocado por la Fundación Juan March, con una dotación de 400 millones de pesetas, destinado a crear un  teatro de ópera en Madrid, en una parcela de 200.000 metros cuadrados situada en la Avenida de la Castellana (actual Azca) que finalmente no se llegó a construir.
Ha trabajado en Madrid y Gerona realizando muchos trabajos de viviendas, pero también edificios escolares e industriales: una Escuela de Formación Profesional  (1967), un pabellón en Canillejas, Madrid (1971), dos casetas para túnel de sableado (1981) y la construcción de una nave industrial y edificio de oficinas en Madrid (1968). Realizó y dirigió su propia obra arquitectónica desde su titulación en 1956 hasta comienzos del siglo XXI destacando una vivienda unifamiliar en Girona realizada en 1975 y publicada en 1977 en la revista Quaderns d´arquitectura i urbanisme.Su obra para las grandes instalaciones industriales incluyó diversos edificios diseñados para la Sociedad Española de Oxígeno, S.A. y para la Empresa Nacional Siderúrgica, S.A. (ENSIDESA).
Su trayectoria profesional destaca tanto por su obra arquitectónica realizada desde su propio estudio (donde ejercía de manera autónoma sin estar asociada con otros arquitectos), como por su labor docente como profesora titular de Proyectos Arquitectónicos en la Escuela Técnica Superior de Arquitectura de Madrid. Publicó los libros El tratado de una ventana (1988), en el que expone y detalla la función importante de este elemento arquitectónico en la iluminación de un edificio, y Manual de accesibilidad (1998), un análisis para una construcción más accesible e igualitaria. Se trata de una obra digital en colaboración con el IMSERSO en la que se incluye información gráfica sobre residencias para la tercera edad y centros asistenciales para minusválidos psíquicos.
Mendizábal fue también una pionera en la práctica de deportes de montaña y colaboró con un programa de becas y premios para el fomento de este deporte.

## Publicaciones
- 1988. Manual de la ventana. Ministerio de Obras Públicas y Urbanismo (Madrid). ISBN 84-7433-575-2.[9][10]
- 1998. Manual de accesibilidad. Ministerio de Trabajo y Asuntos Sociales. Secretaría General de Asuntos Sociales. Instituto de Migraciones y Servicios Sociales Madrid. Signatura: ME 2/41.[11]